# Uniechówek
Uniechówek est une localité polonaise de la gmina mixte de Debrzno située dans le powiat de Człuchów en voïvodie de Poméranie. Elle se trouve à environ 16 km au sud-ouest de Człuchów et 131 km au sud-ouest de la capitale régionale Gdańsk.

## Géographie

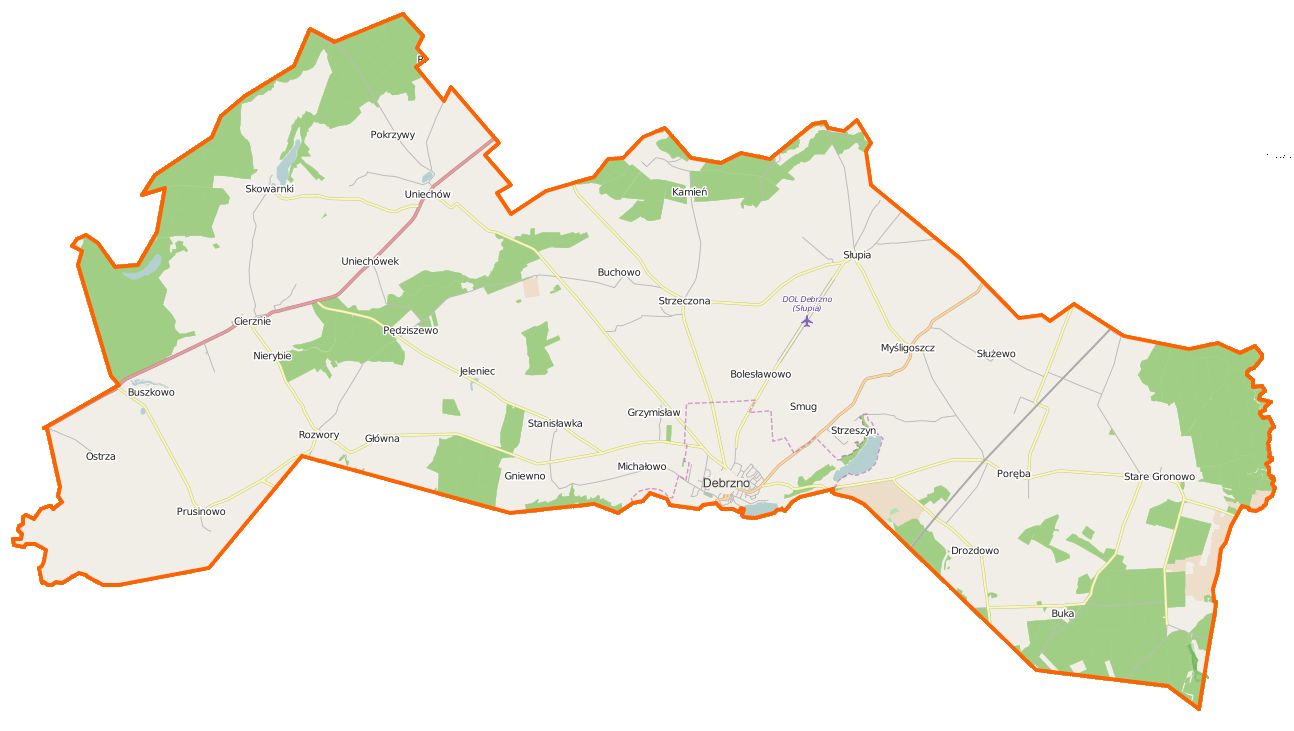
Carte de la gmina de Debrzno.